# Natacha Benmesbah

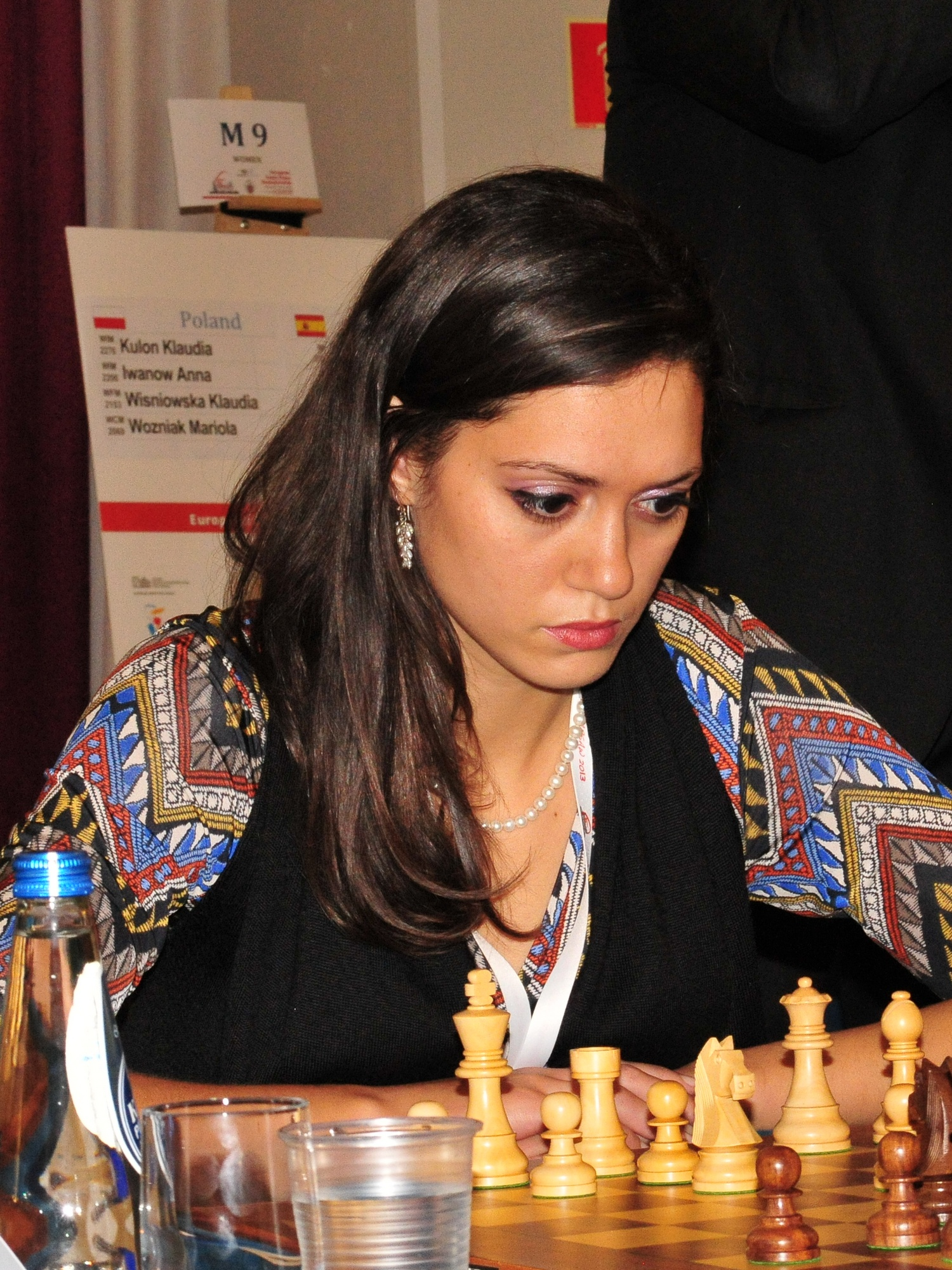
Natacha Benmesbah in 2013

Natacha Benmesbah (21 oktober 1989) is een Franse schaakster met een FIDE-rating van 2118 in 2005 en 2200 in 2015. Sinds 2011 is ze internationaal meester bij de vrouwen (WIM). 
- In augustus 2005 speelde zij mee in het toernooi om het Kampioenschap van Frankrijk en eindigde ze met 4.5 punt op de 8e plaats.
- In september 2005 werd ze in het Montenegrijnse stadje Herceg Novi Europees vice-kampioene meisjes tot 16.